# Kyösti Kallio
Kyösti Kallio (Gustaf Kalliokangas), finski politik, * 10. april 1873, Ylivieska, † 19. december 1940, Helsinki.
Kallio je bil štirikratni predsednik vlade Finske (1922-1924, 1925-1926, 1929-1930 in 1936-1937) ter predsednik Finske (1937–1940).